# Naudedrillia hayesi
Naudedrillia hayesi is een slakkensoort uit de familie van de Pseudomelatomidae. De wetenschappelijke naam van de soort is voor het eerst geldig gepubliceerd in 2005 door Kilburn.